# Полкова скарбниця (Прилуки)
Полкова́ скарбни́ця (арсена́л Ґалаґа́на) — пам’ятка цивільної мурованої архітектури початку XVIII століття.

## Історія
Розташована на території колишньої фортеці у Прилуках. Збудована полковником Гнатом Ґалаґаном орієнтовно у 1714 році на території своєї садиби для зберігання полкового скарбу, клейнодів і зброї. 
На початку 1990-х років, під час проведення підземних комунікацій на центральній Київській вулиці, в районі аграрного технікуму будівельники натрапили на забуте кладовище часів козаччини, яке було розташоване на березі Муховця, між Пирятинською й Роменською брамами, під стінами прилуцької фортеці. Було знайдено добре збережену домовину з тілом козака, у якого була прострелена скроня. Збереглося не лише природно муміфіковане тіло, але й одяг козака. Працівники музею здійснили перенесення покійника до скарбниці, а у 1995 році, і поховання. На могилі встановлено невеличкий пам’ятник із хрестом і написом: «Невідомий козак XVIII ст.»

## Архітектура
Пам'ятка українського бароко. Прямокутна у плані споруда збудована з місцевої цегли на вапні, тинькована, однокамерна, має глибокий підвал з численними нішами в стінах метрової товщини, перекриття — півциркульне склепіння з розпалубками. Віконні отвори — півциркульні. Торці увінчані високими барочними фронтонами, що незвично для такої невеликої споруди, фасади декоровані широкими пілястрами, нішами і увінчані профільованим карнизом з поребриком. 
У XIX столітті зазнала ряд значних змін: розібрано дах із заломом, порушено декор фасадів, прибрано віконні і дверні заповнення, перебудовано фронтони над торцевими фасадами. Реставрована у 1989 році. 

## Галерея

Сучасний стан фасаду полкової скарбниці.
Фасад, план і розріз кам’яниці Ґалаґана.
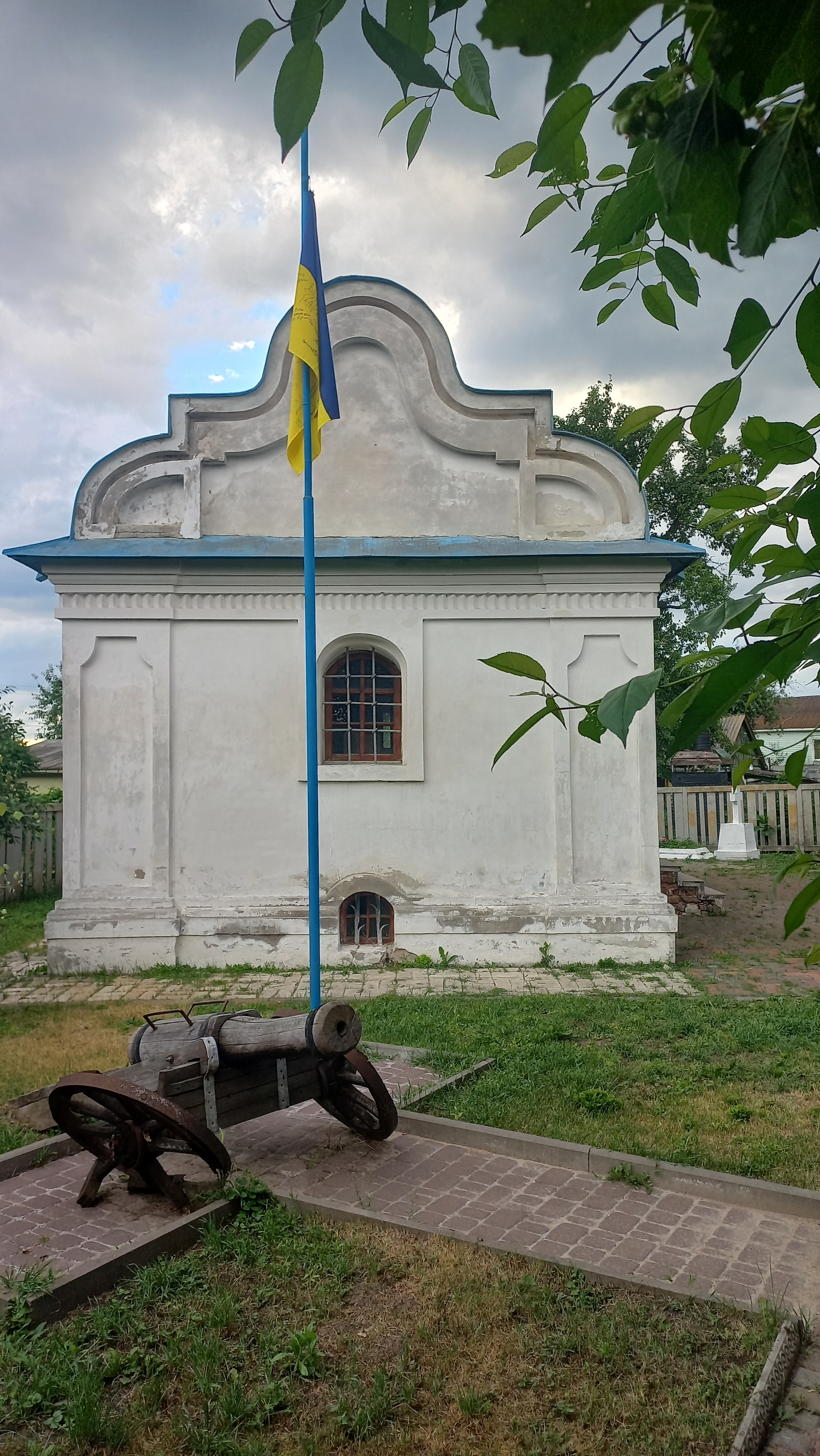
Полкова скарбниця 2024
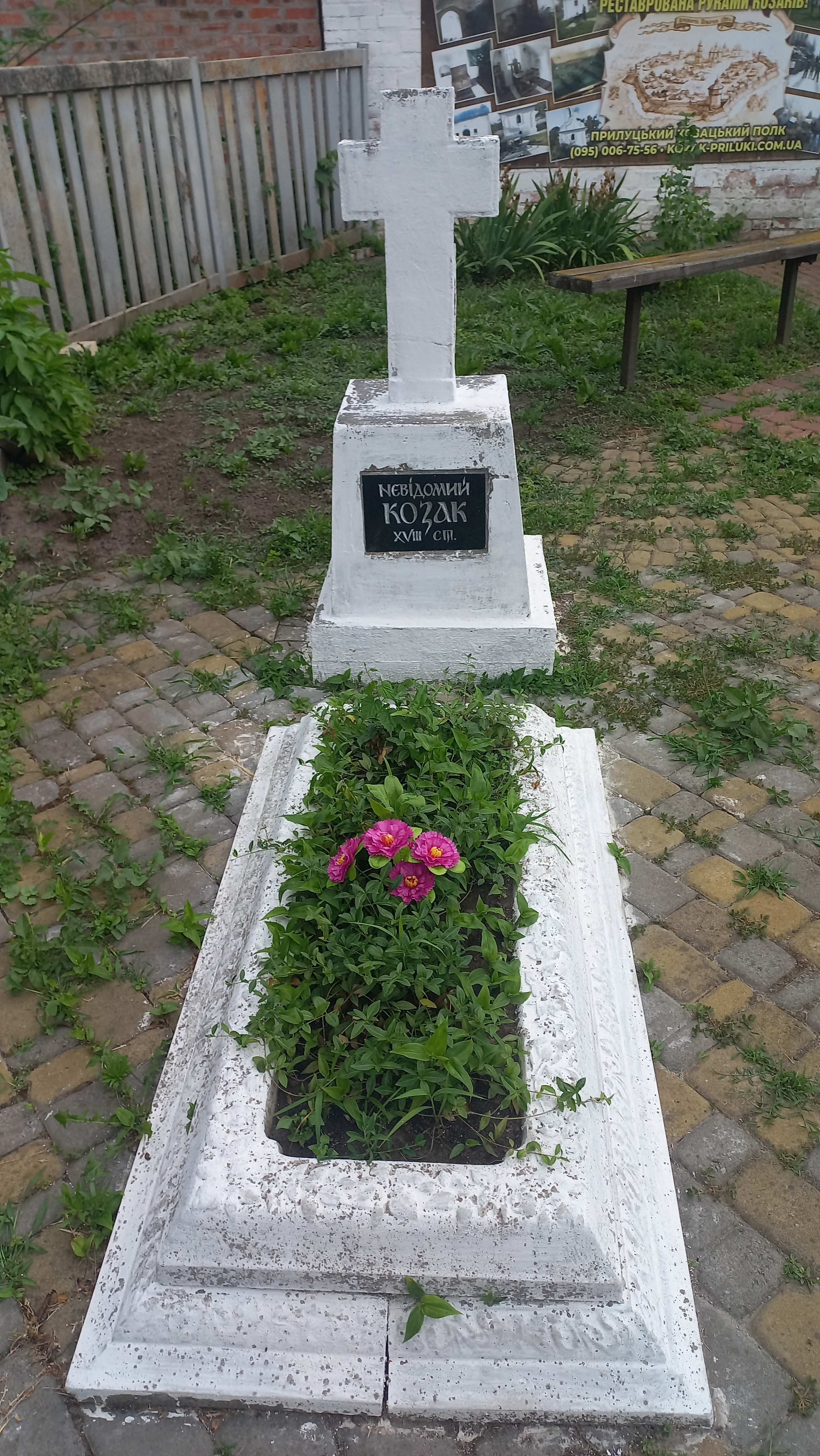
Могила невідомого козака біля скарбниці